# پلایسوایلر-اوبرهوفن
پلایسوایلر-اوبرهوفن (به آلمانی: Pleisweiler-Oberhofen) یک شهر در آلمان است که در زودلیشه واینشتراسه واقع شده‌است. پلایسوایلر-اوبرهوفن ۸۳۰ نفر جمعیت دارد.